# 十八站林业局
十八站林业局隶属于中华人民共和国国家林业局大兴安岭林业集团公司，于1974年建局。经营总面积72.3万公顷。

## 行政区划
十八站林业局下辖以下单位：
十八站林场、查班河林场、小根河林场、白银纳林场、永庆林场、双河林场。